# Parlementin de Rennes
Le Parlementin est une pâtisserie créée à Rennes en 1999 et composée d'amandes, de pommes et de cidre.

## Histoire
Le Parlementin est l'œuvre de quelques pâtissiers rennais réunis au sein d'une fédération départementale (la Fédération des pâtissiers d'Ille-et-Vilaine), dont la recette retenue sera celle de Laurent Le Daniel. Ses créateurs, après avoir hésité sur le nom (Pomandine, Pomandin, etc.), ont finalement choisi de l’appeler Parlementin en raison de sa forme parallélépipédique qui rappelle celle du Parlement de Bretagne, et pour rappeler l'impôt prélevé sur les "pots de cidre" afin de financer la construction dudit Parlement au XVIIIe siècle,.
La création a été soutenue par la ville de Rennes et par la Jeune Chambre économique de Rennes. Le Parlementin a été "baptisé" dans les salons de l'hôtel de ville de Rennes par Edmond Hervé le 29 janvier 2000,.

## Recette
La pâtisserie est composée d’un biscuit moelleux aux amandes, d’un confit de pommes de la variété Reinette d'Armorique au cidre, chauffé plusieurs heures pour être réduit, et coiffé d’une tuile de nougatine sur le dessus,.